# كارل ألارد
كارل ألارد هو مهندس كندي، ولد في 3 يونيو 1976 في Saint-Prime ‏ في كندا.

## وصلات خارجية
- كارل ألارد على موقع DriverDB.com (الإنجليزية)